# Okuniew
Okuniew (prononciation : [ɔˈkuɲef]) est un village polonais de la gmina de Halinów dans le powiat de Mińsk de la voïvodie de Mazovie dans le centre-est de la Pologne.
Il se situe à environ 6 kilomètres au nord-ouest de Halinów (siège de la gmina), 21 kilomètres au nord-ouest de Mińsk Mazowiecki (siège du powiat) et à 22 kilomètres à l'est de Varsovie (capitale de la Pologne).
Le village compte approximativement une population de 1 900 habitants en 2006.

## Histoire
De 1975 à 1998, le village appartenait administrativement à la voïvodie de Varsovie.